# جون لي هووكر جونيور
جون لي هووكر جونيور (بالإنجليزية: John Lee Hooker, Jr.)‏ هو موسيقي أمريكي، ولد في 13 يناير 1952 في ديترويت في الولايات المتحدة.

## وصلات خارجية
- الموقع الرسمي
- جون لي هووكر جونيور على موقع ميوزك برينز (الإنجليزية)
- جون لي هووكر جونيور على موقع ديسكوغز (الإنجليزية)